# Forêt domaniale de Haute-Meurthe
La forêt domaniale de Haute-Meurthe est une forêt domaniale française située à l'est du département des Vosges en région Grand Est. Elle est principalement constituée de sapins pectinés et d'épicéas communs.

## Géographie

### Situation
La forêt s'étend sur le territoire de Ban-sur-Meurthe-Clefcy, couvrant une superficie totale d'environ 1 850 hectares. Il s'agit d'un ensemble forestier composé de forêts de ravin, de hêtraies sapinières, de pessières et de tourbières.

### Relief
Le massif boisé est situé au sein du massif des Vosges, un massif de moyennes montagnes, à une altitude comprise entre 560 à 1 140 mètres.

### Climat
La forêt présente un climat semi-continental, avec une influence océanique et des caractéristiques montagnardes.

### Géologie
Le substrat géologique est composé de granite. Le défilé de Straiture, qui forme le fond de la vallée, est constitué d'alluvions fluvio-glaciaires datant de la période Würm, se présentant sous la forme de galets granitiques roulés et de lentilles de sable rarement visibles en surface.

### Faune
Diverses espèces sont répertoriées au sein de la forêt domaniale de Haute-Meurthe, notamment le Faucon pèlerin, la Chouette de Tengmalm, le Pic noir, la Gélinotte des bois, le Grand Tétras, le Pic cendré. On trouve également le Lynx, le Chamois, le Chabot et le Cuivré de la bistorte.

## Histoire
La forêt domaniale de Haute-Meurthe était initialement incluse dans deux massifs adjacents : la forêt de Ban-sur-Meurthe, propriété des ducs de Lorraine et la forêt de Clefcy appartenant au chapitre de Saint-Dié.
Au XVIe siècle, l'émergence de scieries traitant le bois provenant des vallées élevées marque le paysage. Dans les régions les plus isolées, où l'absence de chemins entrave l'exploitation, se diffuse en forêt l'activité de charbonnage de bois. Ce charbon préparé était utilisé pour le traitement du minerai de fer,.
En 1874, la forêt était caractérisée par des peuplements composés de futaies où le sapin, l'épicéa et le hêtre coexistaient, avant d'être progressivement éliminés au profit du sapin et de l'épicéa, une tendance qui a perduré jusqu'à la fin des années 60-70.

## Tourbières
Le site abrite des tourbières revêtant une importance écologique significative. La tourbière du Surceneux, avec ses Droséras à feuilles rondes (Drosera rotundifolia), a atteint un stade avancé, manifesté par une forme bombée distinctive. Une partie de cette tourbière a été altérée en raison de travaux d'aménagement routier.
La tourbière du Faing du Poteu, localisée à une altitude de 950 mètres se caractérise par des communautés végétales pionnières dominées principalement par le Rhynchospore blanc (Rhynchospora alba), le Rossolis à feuilles rondes (Drosera rotundifolia) et le Rossolis à feuilles obovales (Drosera x obovata), bien que cette dernière soit présente de manière éparse.
La tourbière de Squainfaing, nichée au cœur d'un cirque glaciaire, héberge des sphaignes, notamment la Sphaigne palustre (Sphagnum Cymbifolium), aux côtés de diverses espèces telles que le Polytric commun (Polytrichum commune), la Canche flexueuse (Avenella flexuosa), le Jonc filiforme (Juncus filiformis), ainsi que la Violette des marais (Viola palustris). En outre, cette tourbière est entourée de pessières dites « extra-zonales », habituellement inféodées à l'étage alpin, une formation relativement rare dans les Vosges.

## Activités
La présence de la scierie du Lançoir, une scierie de type haut-fer visitée par plus de 7 000 personnes par an, ainsi que la présence d'épicéas columnaires et de la chaume de Sérichamp, contribuent en partie à la fréquentation du public. D'autres activités, telles que la randonnée pédestre ou en raquettes, le VTT et le ski, sont également pratiquées.
L'activité économique dominante est l'exploitation forestière.